# Domenico Crescentino Marinozzi
Domenico Crescentino Marinozzi (ur. 21 listopada 1926 w San Severino Marche, zm. 19 lipca 2024 w Macerata) – włoski duchowny rzymskokatolicki posługujący w Etiopii, w latach 1982–2007 wikariusz apostolski Soddo-Hosanna.

## Życiorys
Święcenia kapłańskie przyjął 17 stycznia 1950. 15 października 1982 został prekonizowany wikariuszem apostolskim Soddo-Hosanna. Sakrę biskupią otrzymał 10 grudnia 1982. 5 stycznia 2007 przeszedł na emeryturę.